# Liste der Monuments historiques in Hardifort
Die Liste der Monuments historiques in Hardifort führt die Monuments historiques in der französischen Gemeinde Hardifort auf.

## Liste der Bauwerke
| Bezeichnung | Beschreibung | Standort | Kennzeichnung | Schutzstatus | Datum | Bild |
| ----------- | ------------ | -------- | ------------- | ------------ | ----- | ---- |
| Glockenturm |              | (Lage)   | PA00107546    | Inscrit      | 1989  |      |

## Liste der Objekte
- Monuments historiques (Objekte) in Hardifort in der Base Palissy des französischen Kultusministeriums